# Sidima
Sidima (in greco antico: Σίδυμα?, Sidyma) era un'antica città nella regione storica della Licia nell'Asia Minore. Essa era situata sul versante meridionale del Mons Cragus, a nord-ovest della foce dello Xanto. I suoi resti si trovano nei pressi dell'odierna Dodurga, nel distretto di Fethiye della provincia di Muğla in Turchia.

## Storia
Poco si sa della storia antica della città. Apparentemente nel 5 ° secolo a.C.essa appartenne alla lega delio-attica e nel 2 ° Secolo a.C. alla Lega Licia, come dimostrano l'unica moneta coniata dalla città ritrovata. Sidima è stata menzionata nel 1 ° secolo a.C. da Alessandro Poliistore, e più tardi da Plinio il Vecchio, Stefano di Bisanzio, il Synecdemus e la notitia Episcopatuum. I suoi resti esistenti risalgono all'epoca dell'impero romano, quando era una città poco importante ma fiorente. Nel sito non sono state scoperte né iscrizioni licie né tombe rupestri licie, ma il suo nome sembra indicare un'origine precedente. Sopra le rovine attuali, che si trovano in una valle, c'è un muro che potrebbe indicare l'esistenza sulla collina di una città di cui non rimangono tracce.
Sidima è legata inoltre a un aneddoto relativo all'imperatore bizantino Marciano: questo, quando era ancora un semplice soldato, si addormentò mentre riposava durante una battuta di caccia vicino alla città, e fu trovato protetto da una grande aquila, presagio della sua futura elevazione alla porpora.
Nella tarda antichità Sidima era sede di un vescovo; Il vescovato titolare di Sidima della Chiesa cattolica romana deriva dall'antica diocesi.

## Il sito archeologico
Le rovine di Sidima, in alto sul versante meridionale del Mons Cragus, furono scoperte per la prima volta da Charles Fellows, che le descrisse come costituite principalmente da tombe splendidamente costruite, ricche di iscrizioni greche. La città stessa, scrive, sembrava essere stata molto piccola, e il teatro, l'agorà e i templi erano di dimensioni minuscole, ma di grande bellezza. Fellows aggiunge che il teatro è ora "gravemente danneggiato", "in condizioni miserabili".
I resti archeologici, gli edifici sacri, un portico, i resti dell'Acropoli e il teatro, nonché numerose tombe e sarcofagi, appartengono al periodo imperiale romano.